# Peter Reinicke (Sozialarbeiter)
Peter Reinicke (geboren 1938 in Erfurt) ist ein deutscher Sozialarbeitswissenschaftler.

## Leben
Peter Reinicke machte eine Bergmannslehre auf der Zeche Zollverein in Essen. Daran anschließend absolvierte er eine Ausbildung zum Sozialarbeiter und ein Studium der Pädagogik, das er als Diplompädagoge abschloss. Er wurde 1979 an der TU Berlin promoviert.
Reinicke lehrte von 1979 bis 2003 als Professor an der Evangelischen Hochschule Berlin.
Reinicke forscht und schreibt über die Praxis Sozialer Arbeit im ambulanten und stationären Gesundheitswesen sowie über die Geschichte der Sozialarbeit.
Reinicke ist Ehrenmitglied der Deutschen Vereinigung für Sozialarbeit im Gesundheitswesen.

## Schriften (Auswahl)
- Tuberkulosefürsorge: der Kampf gegen eine Geissel der Menschheit; dargestellt am Beispiel Berlins 1895–1945. Weinheim: Dt. Studien-Verlag, 1988, ISBN 978-3-89271-059-2
- Die Berufsverbände der Sozialarbeit und ihre Geschichte: von den Anfängen bis zum Ende des Zweiten Weltkrieges. 2., überarb. und erw. Aufl. Frankfurt am Main: Dt. Verein für öffentliche und private Fürsorge, 1990, ISBN 3-17-006653-6
- KrankenHaus: Sozialarbeiter als Partner in der Gesundheitsversorgung. Eine Einführung. Weinheim: Beltz, 1994, ISBN 978-3-407-55768-1
- Soziale Krankenhausfürsorge in Deutschland: von den Anfängen bis zum Ende des Zweiten Weltkriegs. Opladen: Leske und Budrich, 1998, ISBN 978-3-8100-2007-9
- (Hrsg.): Soziale Arbeit im Krankenhaus: Vergangenheit und Zukunft. Freiburg im Breisgau: Lambertus, 2001, ISBN 978-3-7841-1363-0
- Sozialarbeit als Aufgabe bei Gesundheit und Krankheit: Rückblick – Ausblick. Freiburg im Breisgau: Lambertus, 2003, ISBN 978-3-7841-1492-7
- (Hrsg.): Von der Ausbildung der Töchter besitzender Stände zum Studium an der Hochschule: 100 Jahre Evangelische Fachhochschule Berlin. Freiburg im Breisgau: Lambertus, 2004, ISBN 978-3-7841-1537-5
- Sozialarbeit im Gesundheitswesen: Geschichte, Dokumente, Lebensbilder. Berlin: Dt. Verein für Öffentliche und Private Fürsorge, 2008, ISBN 978-3-7841-1861-1
- Die Geschichte der Krankenhausfürsorge für jüdische Patienten. Berlin: Hentrich und Hentrich, 2010, ISBN 978-3-942271-13-4
- mit Harro Jenss: Ferdinand Blumenthal. Kämpfer für eine fortschrittliche Krebsmedizin und Krebsfürsorge. Berlin: Hentrich & Hentrich, 2012, ISBN 978-3-942271-69-1
- Die Ausbildungsstätten der sozialen Arbeit in Deutschland 1899–1945. Berlin: Dt. Verein für Öffentliche und Private Fürsorge, 2012, ISBN 978-3-7841-2131-4
- mit Harro Jenss (Hrsg.): Der Arzt Hermann Strauß 1868–1944. Autobiografische Notizen und Aufzeichnungen aus dem Ghetto Theresienstadt. Berlin: Hentrich und Hentrich, 2014, ISBN 978-3-95565-048-3
- Sozialarbeit mit Krebskranken. Geschichte und Bedeutung in Deutschland seit 1900. Frankfurt am Main: Mabuse, 2019, ISBN 978-3-86321-412-8